# Ranville
Ranville is een gemeente in het Franse departement Calvados (regio Normandië) en telt 1775 inwoners (2005). De plaats maakt deel uit van het arrondissement Caen. Ranville telde op 1 januari 2022 2.055 inwoners. De Pegasusbrug, een belangrijk doelwit tijdens de Operatie Overlord, ligt over het kanaal van Caen en verbindt Ranville met Bénouville.

## Bezienswaardigheden
Het museum Mémorial Pegasus, vlak bij de Pegasusbrug, evoceert de gebeurtenissen tijdens Operatie Overlord op 5 en 6 juni 1944. Op het kerkhof van Ranville ligt Den Brotheridge begraven, de eerste Britse soldaat die sneuvelde op 6 juni toen hij de Duitse soldaten aanviel die de Pegasusbrug vanaf de westelijke zijde verdedigden.

## Geografie
De oppervlakte van Ranville bedroeg op 1 januari 2022 8,42 vierkante kilometer; de bevolkingsdichtheid was toen 244,1 inwoners per km².
De onderstaande kaart toont de ligging van Ranville met de belangrijkste infrastructuur en aangrenzende gemeenten.

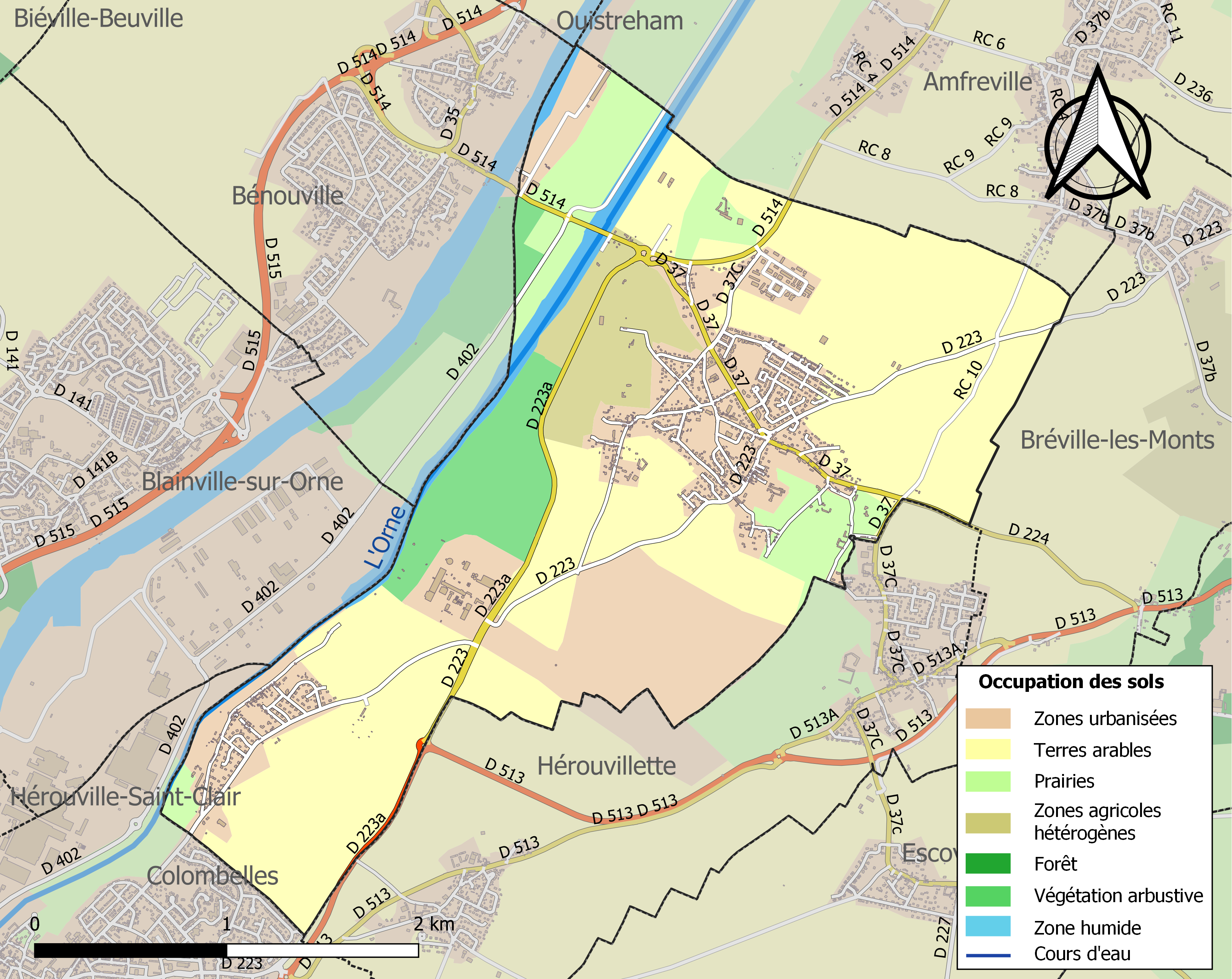

## Demografie
Onderstaande figuur toont het verloop van het inwonertal (bron: INSEE-tellingen).
Vanwege een beveiligingsprobleem met de MediaWiki Graph-software is het momenteel niet mogelijk deze grafiek weer te geven. Zodra de software is bijgewerkt zal de grafiek vanzelf weer zichtbaar worden.